# Neápoli (Kozáni)
Pour les articles homonymes, voir Néapolis.
Neápoli, en grec moderne : Νεάπολη,  est un village du dème de Vóio, district régional de Kozáni, en Macédoine-Occidentale, Grèce.
Selon le recensement de 2011, la population du village compte 2 285 habitants.